# Quyền tuyển cử của phụ nữ tại New Zealand

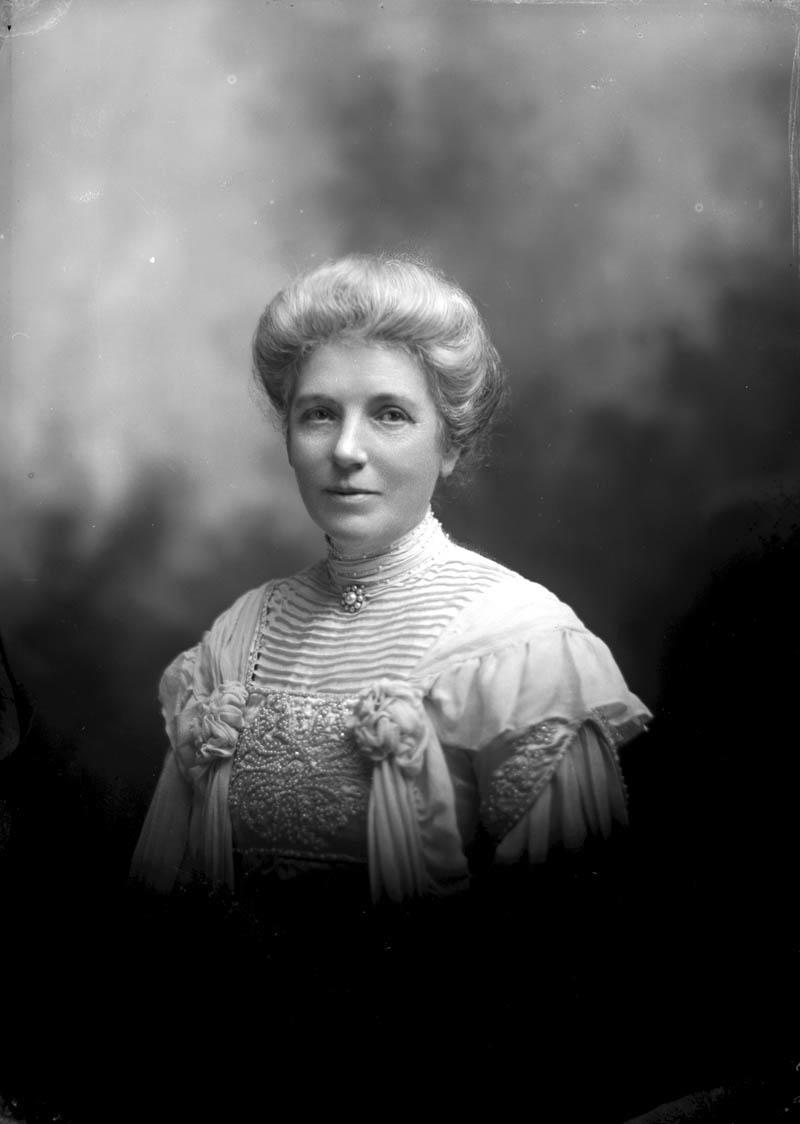
Kate Sheppard là thành viên nổi bật nhất trong phong trào vận động trao quyền tuyển cử cho phụ nữ New Zealand

Quyền tuyển cử của phụ nữ tại New Zealand là một vấn đề chính trị quan trọng vào cuối thế kỷ 19. Vào đầu thời kỳ thuộc địa, phụ nữ New Zealand không được tham chính giống như trong các xã hội khác của người châu Âu. Tuy nhiên, quan điểm của công chúng bắt đầu biến đổi trong nửa sau của thế kỷ 19, và sau nhiều năm nỗ lực của các nhà vận động do Kate Sheppard lãnh đạo, New Zealand trở thành quốc gia đầu tiên trên thế giới trao quyền tuyển cử cho toàn bộ phụ nữ trong tổng tuyển cử nghị viện.
Dự luật Tuyển cử cấp cho phụ nữ quyền tuyển cử được Thống đốc David Boyle ngự chuẩn vào ngày 19 tháng 9 năm 1893.  Phụ nữ New Zealand lần đầu tiên bỏ phiếu trong tổng tuyển cử tổ chức vào ngày 28 tháng 11 năm 1893. Năm 1893, Elizabeth Yates cũng trở thành Thị trưởng của Onehunga, đó là lần đầu tiên một phụ nữ trở thành thị trưởng trong Đế quốc Anh.

## Lịch sử

### Đấu tranh vì quyền tuyển cử cho phụ nữ
Quyền tuyển cử của phụ nữ được phê chuẩn sau khoảng hai thập niên phụ nữ New Zealand tiến hành vận động, các cá nhân nổi bật là Kate Sheppard và Mary Ann Müller. Chi nhánh New Zealand của Hiệp hội Điều độ Cơ Đốc Phụ nữ WCTU do Anne Ward lãnh đạo là tổ chức cụ thể tiến hành chiến dịch. Dưới ảnh hưởng từ chi nhánh Hoa Kỳ của Hiệp hội, và triết lý của các nhà tư tưởng như Harriet Taylor Mill và John Stuart Mill, phong trào lập luận rằng phụ nữ có thể đưa đạo đức vào chính trường dân chủ. Những người phản đối lập luận rằng chính trường nằm ngoài môi trường tự nhiên của phụ nữ là gia đình. Những người tán thành quyền tuyển cử cho phụ nữ phản bác rằng cho phép phụ nữ bỏ phiếu sẽ cổ vũ các chính sách giúp các gia đình được bảo vệ và vun đắp.
Các nhà vận động thuộc WCTU và những phụ nữ khác yêu cầu quyền tuyển cử tổ chức và trình một loạt đơn kiến nghị lên Nghị viện: trên 9.000 chữ ký được đệ trình vào năm 1891, tiếp đó là một đơn kiến nghị với gần 20.000 chữ ký vào năm 1892, và cuối cùng vào năm 1893 có gần 32.000 chữ ký được trình – chiếm gần một phần tư số nữ giới trưởng thành gốc Âu tại New Zealand.
Từ năm 1887, nhiều nỗ lực được tiến hành để thông qua các dự luật cấp quyền tuyển cử cho nữ giới, đầu tiên là do Thủ tướng thứ tám là Julius Vogel đưa ra, chúng đều suýt được thông qua. Một vài dự luật tuyển cử có nội dung cấp cho phụ nữ thành viên quyền bỏ phiếu được Hạ nghị viện thông qua song thất bại tại Hội đồng Lập pháp (Thượng nghị viện).
Năm 1891, Walter Carncross đề nghị sửa đổi với mục đích biến một dự luật mới bị thất bại tại Hội đồng lập pháp. Sửa đổi của ông là cho phụ nữ có tư cách được bầu vào Hạ nghị viện, bằng cách này Carncross đảm bảo rằng Thượng nghị viện bảo thủ sẽ bác bỏ dự luật. Thủ đoạn này chọc tức nhà vận động Catherine Fulton, bà tổ chức một cuộc kháng nghị trong tổng tuyển cử năm 1893. Một Dự luật Tuyển cử 1892 do John Ballance đệ trình cấp quyền tuyển cử cho toàn thể phụ nữ, song tranh luận quanh một sửa đổi bỏ phiếu bưu chính phi thực tế khiến nó bị từ bỏ.

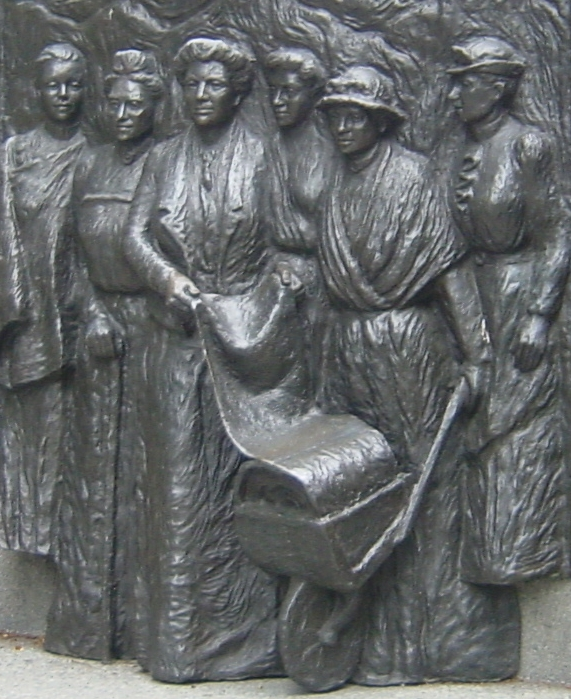
Đài kỷ niệm về phong trào vận động quyền tuyển cử cho phụ nữ tại Christchurch.

Đến năm 1893, quyền tuyển cử của phụ nữ có được sự ủng hộ đáng kể từ công chúng. Đơn kiến nghị quyền tuyển cử cho phụ nữ 1893 được trình lên Nghị viện và một Dự luật Tuyển cử mới được thông qua tại Hạ nghị viện với đa số lớn. Trong tranh luận, đa số ủng hộ cấp quyền bầu cử cho người Maori cũng như phụ nữ gốc Âu. Những người vận động cho ngành công nghiệp rượu lo lắng rằng phụ nữ sẽ bắt Nghị viện cấm đồ uống có cồn, do đó họ trình kiến nghị lên Thượng nghị viện để bác dự luật. Những nhà vận động cho quyền bầu cử của phụ nữ phản ứng bằng các cuộc tập hợp quy mô lớn và gửi điện tín cho các nghị viên. Họ trao hoa bạch trà cho các nghị viên ủng hộ mình để những người này cài lên khuyết áo. Thượng nghị viên bị chia rẽ về vấn đề này, và Thủ tướng Richard Seddon hy vọng chặn dự luật.
Seddon cần thêm một phiếu để đánh bại phương sách tại Thượng nghị viện. Một ủy viên thuộc Đảng Tự do là Thomas Kelly đã quyết định bỏ phiếu ủng hộ phương sách, song Seddon thuyết phục được ông ta thay đổi quan điểm. Sự vận động của Seddon chọc giận hai ủy viên khác là William Hunter Reynolds và Edward Cephas John Stevens, do đó họ đổi phe và ủng hộ dự luật, khiến nó được thông qua với 20 phiếu thuận so với 18 phiếu chống vào ngày 8 tháng 9 năm 1893. Hai ủy viên này từng phản đối quyền tuyển cử của phụ nữ do không bảo vệ quyền tuyển cử cho bỏ phiếu qua bưu chính; được nhìn nhận là cần thiết để cho phép toàn thể phụ nữ tại các khu vực nông thôn cô lập được bỏ phiếu, song bị các nghị viên Tự do cho là khiến những người chồng hoặc người sử dụng lao động lợi dụng trong bầu cử.
Mười tám ủy viên hội đồng lập pháp kiến nghị đến tân thống đốc là Huân tước Glasgow, nhằm ngăn ông tán thành ban hành luật, song vào ngày 18 tháng 9 năm 1893 thống đốc tán thành và Đạo luật Tuyển cử 1893 trao cho toàn thể phụ nữ tại New Zealand quyển bầu cử.
Cả Chính phủ Tự do và phe đối lập sau đó đều yêu cầu công nhận quyền tuyển cử của phụ nữ, dựa vào đó để kiếm phiếu bầu của các cử tri mới này.

### Tiến bộ hơn nữa trong quyền chính trị của phụ nữ
Năm 1893, Elizabeth Yates trở thành người phụ nữ đầu tiên trong Đế quốc Anh trở thành thị trưởng, bà giữ chức thị trưởng trong khoảng một năm của Onehunga- nay là bộ phận của Auckland.
Phụ nữ không có tư cách được bầu vào Chúng nghị viện cho đến tổng tuyển cử năm 1919, trong kỳ bầu cử này có ba người phụ nữ tranh cử như Ellen Melville. Elizabeth McCombs trở thành người phụ nữ đầu tiên thắng cử (ghế của khu vực Lyttelton nguyên do chồng bà nắm giữ) trong bầu cử bổ sung năm 1933, tiếp nối là Catherine Stewart (1938), Mary Dreaver (1941), Mary Grigg (1942) và Mabel Howard (1943). Melville tranh cử bên Đảng Cải cách và Grigg tranh cử bên Đảng Dân tộc, còn Stewart, Dreaver và Howard đều là đảng viên Lao động. Người phụ nữ Maori đầu tiên đắc cử làm nghị viên là Iriaka Ratana vào năm 1949; bà kế nhiệm ghế của chồng mình.
Phụ nữ không đủ tư cách được bổ nhiệm vào Hội đồng Lập pháp New Zealand (tức Thượng nghị viện) cho đến năm 1941. Hai người phụ nữ đầu tiên (Mary Dreaver và Mary Patricia Anderson) được Chính phủ Lao động bổ nhiệm vào năm 1946. Năm 1950 "suicide squad" được Chính phủ Dân tộc bổ nhiệm nhằm bãi bỏ Hội đồng lập pháp, trong tổ này có ba phụ nữ là Cora Louisa Burrell, Ethel Marion Gould và Agnes Louisa Weston.
Năm 1989, Helen Clark trở thành nữ phó thủ tướng đầu tiên. Đến năm 1997, thủ tướng đương nhiệm là Jim Bolger mất đi sự ủng hộ trong Đảng Dân tộc và bị Jenny Shipley thay thế, bà trở thành nữ thủ tướng đầu tiên của New Zealand. Năm 1999, Clark trở thành nữ thủ tướng thứ nhì của New Zealand, và là người phụ nữ đầu tiên giành được chức vụ này thông qua tuyển cử.
Huy chương 50 năm quyền tuyển cử New Zealand 1993 được Nữ vương ủy quyền vào ngày 1 tháng 7 năm 1993, và được trao tặng cho 546 cá nhân được lựa chọn để công nhận các đóng góp của họ cho quyền lợi của phụ nữ tại New Zealand hoặc cho các vấn đề của phụ nữ tại New Zealand hoặc cả hai.